# Ховинд, Кент
Кент Э. Ховинд (англ. Kent E. Hovind; 15 января 1953, Флорида, США) — американский религиозный деятель, евангелистский проповедник-фундаменталист и младоземельный креационист. Известен своими семинарами о «научном креационизме», в которых заявляет о несостоятельности теории эволюции, вступая в противоречия с научными данными. Цель данных семинаров — убедить слушателей отказаться от теории эволюции, геофизики и космологии в пользу религиозных верований в сотворение мира, описанное в библейской книге Бытия.
Ховинд имеет степень Ph.D по христианскому образованию, присуждённую образовательным учреждением Хиллтопской баптистской церкви (англ. Hilltop Baptist Church) Patriot Bible University, не аккредитованным Министерством образования США и оценивающимся как фабрика дипломов.
В 2007 году Ховинд был осуждён по 58 пунктам обвинения, среди которых 12 пунктов налоговых нарушений (в том числе — неуплата налогов на заработную плату наёмных работников музея и парка «Страна приключений с Динозаврами»), один пункт воспрепятствования федеральному агенту и 45 пунктов обвинения в нарушении операций с наличностью. Сидел в тюрьме с 2008 по 2015 год.

## Биография
Кент Ховинд родился 15 января 1953 года. В 1969 году пережил рождение свыше став членом церкви независимых фундаменталистских баптистов. В 1971 году окончил среднюю школу East Peoria Community High School. В прошлом был учителем воскресной школы, водителем церковного автобуса.
По собственным словам, изучал математику и естественные науки в аккредитованном Иллинойсском центральном колледже, откуда в 1972 году перевёлся в неаккредитованный Среднезападный баптистский колледж, где в 1974 году получил бакалавра в области религиозного образования («двойная специализация по образованию и Библии»). В 1988 году получил степени магистра и Ph.D. в области христианского образования, которые были присуждены в образовательном учреждении Хиллтопской баптистской церкви (англ. Hilltop Baptist Church) Patriot Bible University, не аккредитованном Министерством образования США. 15 лет преподавал математику и естественные науки в старших классах различных образовательных заведений при баптистских церквях, 10 лет путешествовал, выступал с лекциями, затрагивающими темы сотворения, эволюции, динозавров, форм государственного правления и Нового мирового порядка.  

### Деятельность
Кент Ховинд является основателем и активным деятелем «Евангельской миссии научного креационизма». На протяжении длительного периода проповедует «научный креационизм». Деятельность «Евангельской миссии научного креационизма» является предметом споров и критики в Соединённых Штатах и за их пределами. В своих семинарах Ховинд затрагивал многие темы, связанные с Библией и «научным креационизмом»:
- сотворение вселенной;
- допотопный мир;
- археология;
- геология, биология;
- медицина о человеке;
- динозавры в прошлом и в современном мире;
- недопустимость абортов;
- фашизм, коммунизм, масоны.
- политика

## Критика
Кент Ховинд предложил 250 000 долларов за любое научное доказательство теории эволюции. Учёные считают, что предложенная Ховиндом награда — фиктивная. Так, теория эволюции в понимании Ховинда включает в себя не только собственно историческое развитие жизни, но и вопросы абиогенеза, космологии, астрофизики, не имеющие на самом деле непосредственного отношения к теории эволюции. Это предложение критикуют не только учёные, но и некоторые креационисты. К примеру, общество «Answers in Genesis» заявило, что «предпочло бы, чтобы креационисты воздержались от трюков, подобных этому».
В связи со спорными заявлениями «Евангельской миссии научного креационизма», крупные религиозные организации в США, такие как «Ответы в книге Бытия» и Институт креационных исследований, не рекомендовали своим последователям использовать в спорах аргументы К. Ховинда.
Критики Ховинда отмечают, что его взгляды на эволюцию и креационизм представляют собой смесь христианского фундаментализма и теорий заговора. Биолог Массимо Пильюччи, после дискуссии с Ховиндом, отметил невежественность Ховинда в области теории эволюции. Пильюччи также указал, что Ховинд пытался убедить аудиторию в том, что биологи считают «люди произошли от бананов».
Southern Poverty Law Center критикует Ховинда за то, что тот рекламирует антисемитские книги, а также известную антисемитскую фальшивку «Протоколы сионских мудрецов».
Специалист по истории креационизма и активист креационистско-эволюционистского спора, профессор философии Юго-Восточного луизианского университета Барбара Форрест отмечала, что отсутствие у Ховинда необходимой квалификации делает научную дискуссию с ним невозможной, а также высказала мнение о том, что познания Ховинда в области исторических и научных исследований ничтожны.
Степень Ph.D по христианскому образованию была присуждена Ховинду 25 мая 1991 года в неаккредитованном университете Patriot Bible University. Кроме того, как отмечает адъюнкт-профессор органической химии Колледжа Эврики Карен Бартельт, работа на соискание этой степени нарушает практически все пункты требований, установленных министерством образования США: диссертация не дописана (содержит только 101 страницу и 4 главы из заявленных 250 страниц и 12 глав), отсутствует оригинальное научное исследование, ни одна из глав не касается заявленной темы диссертации («Влияние преподавания эволюции на учащихся в общеобразовательных школах»), отсутствует список использованной литературы, некоторые абзацы повторяются дословно в разных главах, огромное количество орфографических ошибок (более 500), «диссертационный комитет» состоял всего из одного человека (вместо 3-5).
В качестве ответа критикам Кент и Эрик Ховинды выпустили видеозапись 8 прямых эфиров радиопрограмм «Час креационизма» (The Creation Science Hour), где обсуждались многие вопросы, связанные с критикой.

## Судебное разбирательство

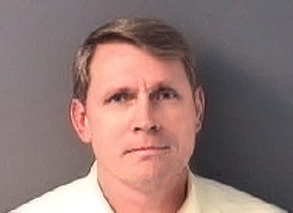
Фото Ховинда из уголовного дела

Против К. Ховинда неоднократно выдвигались обвинения в различных уголовных преступлениях, включая ложное банкротство и угрозы представителям федеральных властей, а также подача ложных жалоб, строительство без получения разрешения властей и различные налоговые преступления. По последнему делу суд присяжных признал Ховинда виновным в неуплате более 430 тыс. долларов в федеральный бюджет.
Ховинд отказался оспаривать предъявленные ему обвинения и 19 января 2007 года он был осуждён окружным судом города Пенсакола (штат Флорида) на 10 лет. Сам Ховинд объясняет это тем, что не хотел платить налоги государству, где, по его словам, «господствующей религией является эволюция», на развитие и пропаганду этой теории. В тюрьме, по его собственным заверениям, занимался христианской миссионерской деятельностью среди сокамерников (алкоголиков, наркоманов, воров и т. п.).
Поддерживающие Ховинда уверены, что судебное преследование Ховинда несправедливо и ангажировано. Для организации публичной петиции Президенту США об освобождении Кента Ховинда был создан сайт, который набрал более 16 тысяч голосов поддержки. 8 июля 2015 года Кент Ховинд был освобождён из тюрьмы.